# Henry Longueville Mansel

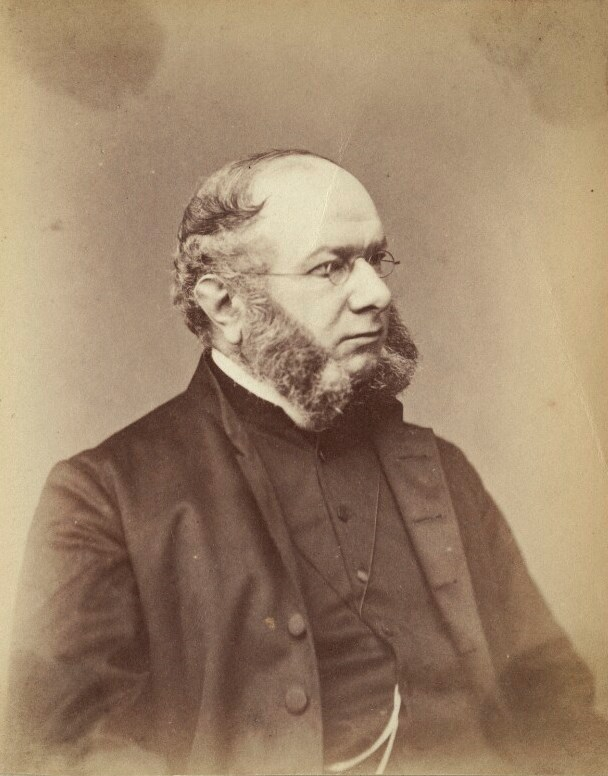
Henry Longueville Mansel

Henry Longueville Mansel (* 6. Oktober 1820 in Cosgrove (Northamptonshire); † 1. Juli 1871 ebenda) war ein englischer Philosoph und Kleriker.

## Leben
Henry Longueville Mansel kam am 6. Oktober 1820 in Cosgrove im Northamptonshire als das vierte Kind und der älteste Sohn von Henry Longueville Mansel (Senior), der in Cosgrove eine Schule leitete, und seiner Frau Maria Margaret, der Tochter von Admiral Robert Moorsom, zur Welt. Nach seinem Abschluss an der Merchant Taylors’ School in Northwood (heute Hillingdon) wurde Mansel in das St John’s College an der Universität Oxford aufgenommen. Dort bestand er beide Teile des Tripos mit höchsten Ehren und war hiernach als Tutor für sein College tätig. Hierauf folgten seine Ernennung zum Lektor für moralische und metaphysische Philosophie am Magdalen College in 1855, ebenfalls in Oxford, und zum Waynflete-Professor für metaphysische Philosophie in 1859. Als Universitätsprofessor engagierte er sich gegen die Reform der Universität und die sich in Oxford zunehmend verbreitenden Lehren Hegels. 1867 folgte er Arthur Penrhyn Stanley als Regius Professor of Ecclesiastical History in Oxford, gefolgt von seiner Ernennung zum Dekan der St Paul’s Cathedral in London im Jahr 1868. Ebenfalls 1868 wurde er in die American Academy of Arts and Sciences gewählt. Die Ämter an der Universität Oxford hatte er bis zu seinem Tode am 1. Juli 1871 in Cosgrove inne.

## Philosophie

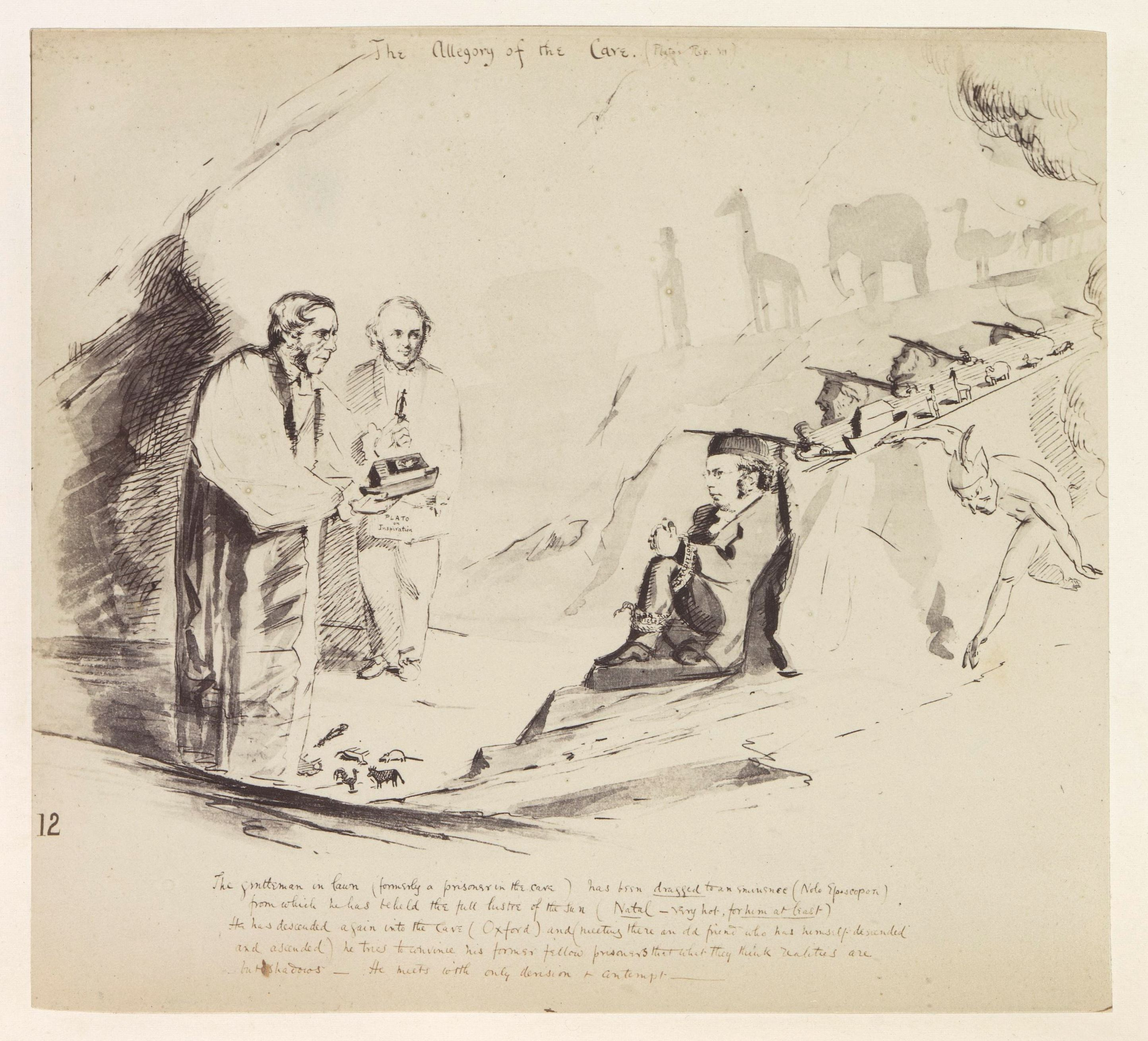
Karikatur von Mansel

Die Philosophie Mansels entwickelte sich vor allem auf der Grundlage der Werke von Aristoteles, Immanuel Kant und Thomas Reid. Ähnlich wie sein Zeitgenosse, der schottische Metaphysiker William Hamilton, behielt auch Mansel den ausschließlich formalen Charakter der Logik, den Dualismus zwischen dem Bewusstsein des Selbsts und dem Bewusstsein der äußeren Umwelt und die grundsätzliche Beschränktheit jeglichen menschlichen Wissens als fundamentale Pfeiler seines Denkens bei. Seine philosophischen Überzeugungen entwickelte Mansel in Aldrichs Artis logicae rudimenta (1849), sein wesentlicher Beitrag zur Rezeption des aristotelischen Werkes, sowie in seinen Prolegomena logica (1851), in welchen er die Grenzen der Logik als Wissenschaft des formalen Denkens gewissenhaft erkundete.
In seinen Bampton-Vorlesungen zu den Grenzen religiösen Denkens (1858) betrachtete Mansel die christliche Theologie aus der Perspektive des metaphysischen Agnostizismus', den er in der Kritik Kants sowie in Hamiltons Werk Philosophie des Bedingungslosen vorzufinden glaubte. Von Kant weicht Mansel jedoch insofern ab, als dass er die Kenntnis des Selbsts als Erfahrung betrachtet. Gott, so Mansel, stehe als transzendentes Wesen außerhalb der Grenzen menschlichen Wissens, da der Mensch das Übersinnliche nicht zu erkennen vermag – ein Argument für welches Mansel vom Agnostiker Thomas Henry Huxley sehr hoch geschätzt wurde. Hieraus folgert Mansel, dass der Mensch Gott auf Erden niemals gänzlich (er-)kennen könne. Nichtsdestotrotz habe Gott jedoch den Menschen seinen Willen in Form der heiligen Schriften mitgeteilt, weswegen jene sich jeglicher Kritik entziehen würden und den Glauben der Menschen lenken müssten. Diese Überzeugungen führten zu einem erbitterten Streit mit dem Theologen Frederick Denison Maurice.
Eine Zusammenfassung der Philosophie Mansels lässt sich in seinem Artikel Metaphysik in der 5. Auflage der Encyclopedia Britannica (1850) lesen.